# Ohnmacht (Psychologie)
Dieser Artikel wurde auf der Qualitätssicherungsseite des Wikiprojekts Psychologie eingetragen. Dies geschieht, um die Qualität der Artikel aus dem Themengebiet Psychologie zu verbessern. Dabei werden Artikel verbessert oder auch zur Löschung vorgeschlagen, wenn sie nicht den Kriterien der Wikipedia entsprechen. Hilf mit bei der Verbesserung und beteilige dich an der Diskussion im Projekt Psychologie.
Ohnmacht oder Machtlosigkeit ist das Erfahren von Hilflosigkeit und mangelnden Einflussmöglichkeiten im Verhältnis zu etwa den eigenen Wünschen, subjektiv angenommenen und objektiven Notwendigkeiten oder dem Überlebenswillen. Ohnmachtsgefühle können mit Angst, Wut und Frustration einhergehen.

## Klinische Psychologie
In traumatischen Situationen (z. B. Unfälle, Gewaltverbrechen, Naturkatastrophen) können Menschen die Gefühle von Angst und Hilflosigkeit bzw. Ohnmacht erleben. Die Folge dieser Erlebnisse können posttraumatische Belastungsstörungen, andere psychische Störungen, Entwicklungsstörungen, psychosomatische Störungen bzw. körperliche Erkrankungen sein, welche mit verschiedenen therapeutischen Maßnahmen behandelt werden können (vgl. Psychotherapie, Traumatherapie).
Die Folgen von Ohnmachtsgefühlen bzw. traumatischen Erlebnissen, die als Kontrollverlust und Stress erlebt werden, können außerdem das (übersteigerte) Bedürfnis nach Kontrolle (vgl. auch Zwangsstörung) oder Macht und die Entwicklung von Allmachtsphantasien sein. Dies ist die Grundlage für einen Opfer-Täter- bzw. Gewaltkreislauf: Opfer, die die Gefühle von Angst, Machtlosigkeit und Ohnmacht erleben, können dazu neigen, sich Macht zu wünschen und Täter zu werden (vgl. Amoklauf).

## Sozialpsychologie
Nach Erich Fromm neigt der „bürgerliche Mensch“ dazu, Ohnmachtsgefühle auf verschiedene Weise zu kompensieren:
- durch Ergreifen eines Berufes mit einer Machtposition (vgl. Gewaltmonopol des Staates)
- durch Anschaffung eines Haustieres, über das Macht ausgeübt werden kann
- durch Machtausübung über den (Ehe)-Partner oder die eigenen Kinder
- allgemein durch die Machtausübung über Schwächere